# Culture en rond
 (novembre 2018).

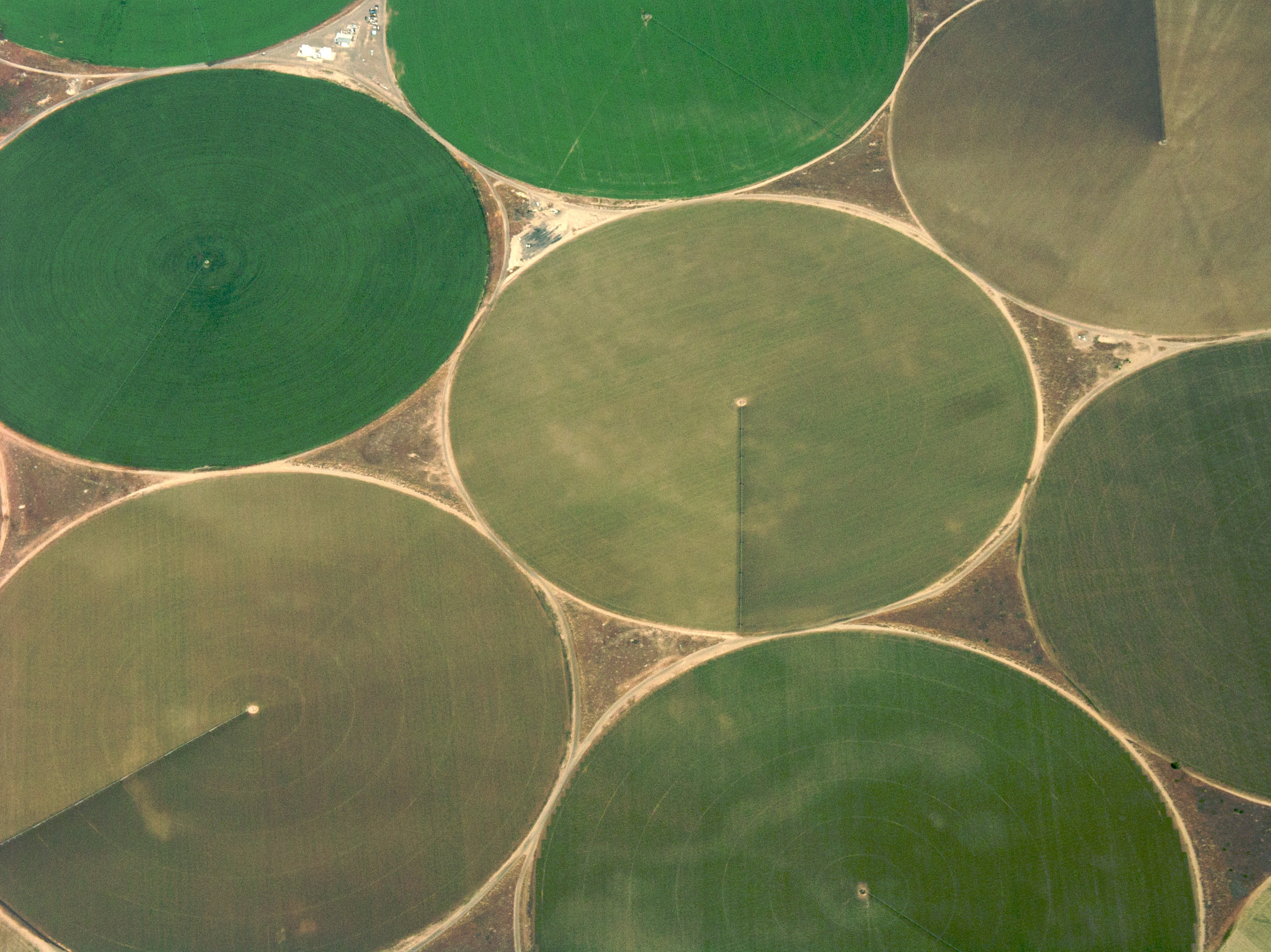
Cultures en rond en Oregon, États-Unis.

La culture en rond (et/ou en spirale) est une technique d'agriculture en culture sèche (ou sous irrigation), réalisée sur des surfaces circulaires dont les limites décrivent une circonférence parfaite, représentant un disque. 
Ce mode de culture peut être adapté sur la plupart des sols et des climats tout en respectant l'environnement[citation nécessaire]. La création de ces champs circulaires implique une étude approfondie de l'occupation du terrain et des contraintes dues aux cultures elles-mêmes.
Cette technique fait partie des techniques agricoles modernes et plus spécialement des techniques de l'agriculture raisonnée, utilisant les avancées scientifiques. Elle peut contribuer efficacement à l'augmentation de la productivité par rapport aux méthodes traditionnelles (de 20 à 50 %) tout en répondant aux soucis écologiques et environnementaux[Lesquels ?].
Aux États-Unis, l'irrigation par appareil à pivot central est très courante dans des parcelles régulières faisant toutes un demi-mile au carré (soit 64 ha)[Quoi ?]. En France, de nombreux agriculteurs ont choisi ce mode d'irrigation sans forcément changer leurs techniques culturales souvent à cause du mille-feuille parcellaire. Dans les pays en développement, les populations rurales sont maintenues dans leur milieu tout en garantissant une productivité améliorée, seule capable à long terme d'assurer une élévation rentable du niveau de vie compatible avec une augmentation des ressources alimentaires que nécessite leur croissance démographique[réf. nécessaire].

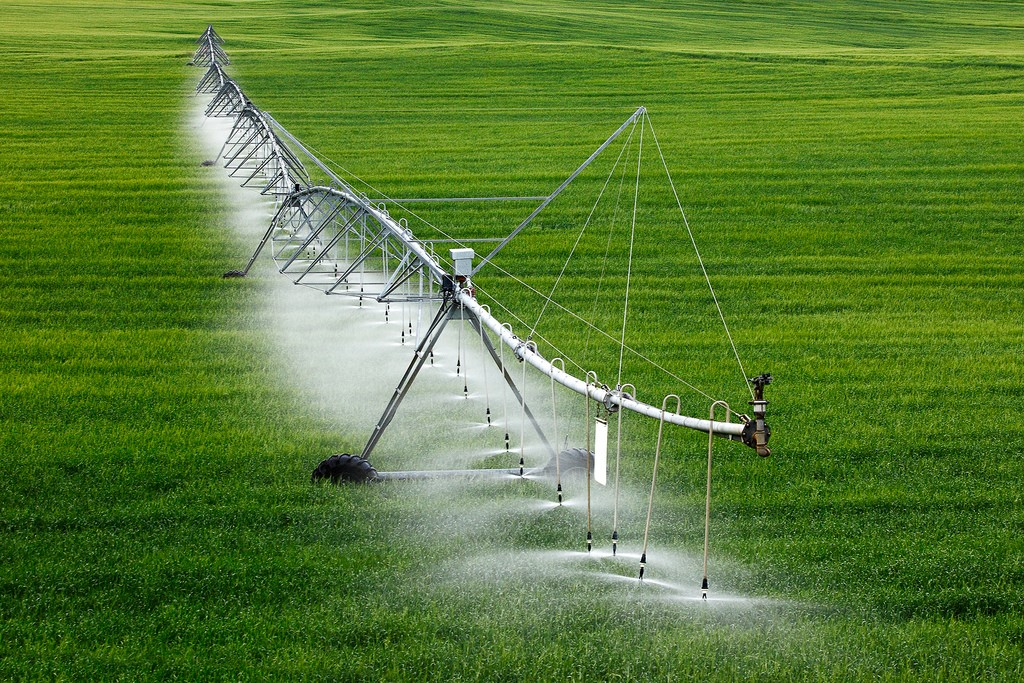
Un arroseur électrique à pivot.

## Historique
- 1947 : invention d'un arroseur à pivot par l'Américain Frank Zybach à Strasburg, Colorado[2].
- 1959 : fabrication et commercialisation des premiers arroseurs à pivot central de 400 mètres aux États-Unis, par Valmont-Valley.
- 1962 : premier arroseur d'Europe à pivot central, importé des États-Unis, monté en France sur la ferme de Grandvilliers à Eole-en-Beauce par Gaston Grudet.
- 1969 : premier défrichement de trois cercles tangentiels de 145 hectares drainés par des fossés circulaires concentriques au domaine de La Lucate dans les Landes (France) qui fut l'exploitation expérimentale où la technique de la culture en rond et/ou en spirale (dite « non-stop farming »), avec ou sans irrigation, fut mise au point par son inventeur François Grudet.
- 1979 : la Société d'aide technique et de coopération (SATEC), sous la direction de Francis Bour (1920-2007), signe un contrat « clés en main » de 500 millions de francs avec le gouvernement Libyen pour implanter et cultiver 8 500 ha de blé et de luzerne irrigués sous pivots comprenant la fourniture de tout le matériel (les pivots, la base vie et le management sur trois ans…), avec une garantie des rendements. La direction scientifique fut confiée à l'IRAT devenu CIRAD qui appliqua la technique de la culture en rond et/ou en spirale dite « non-stop farming » sous la direction opérationnelle de l'inventeur François Grudet. Dès la première année, les rendements dépassent les objectifs de 40 % pour atteindre 38 quintaux par hectare, avec des pointes jusqu'à 70 qx par ha (comparé à 47 qx de moyenne en France en 1980).
- 1981-1984 : la société d'ingénierie Grudet International SA (entreprise d'ingénierie agricole) signe deux contrats « clés en main » pour deux exploitations de culture en rond et/ou en spirale (dite « non-stop farming ») à Buraydah en Arabie saoudite sous la direction opérationnelle de Francis Forgeard.
- 1986 : création en défrichement de 400 hectares au domaine de Prilouze à Cazalis en Gironde (France) de cinq cercles de cultures par François Grudet.

## Étude théorique de l'occupation du terrain

### L'implantation des champs circulaires

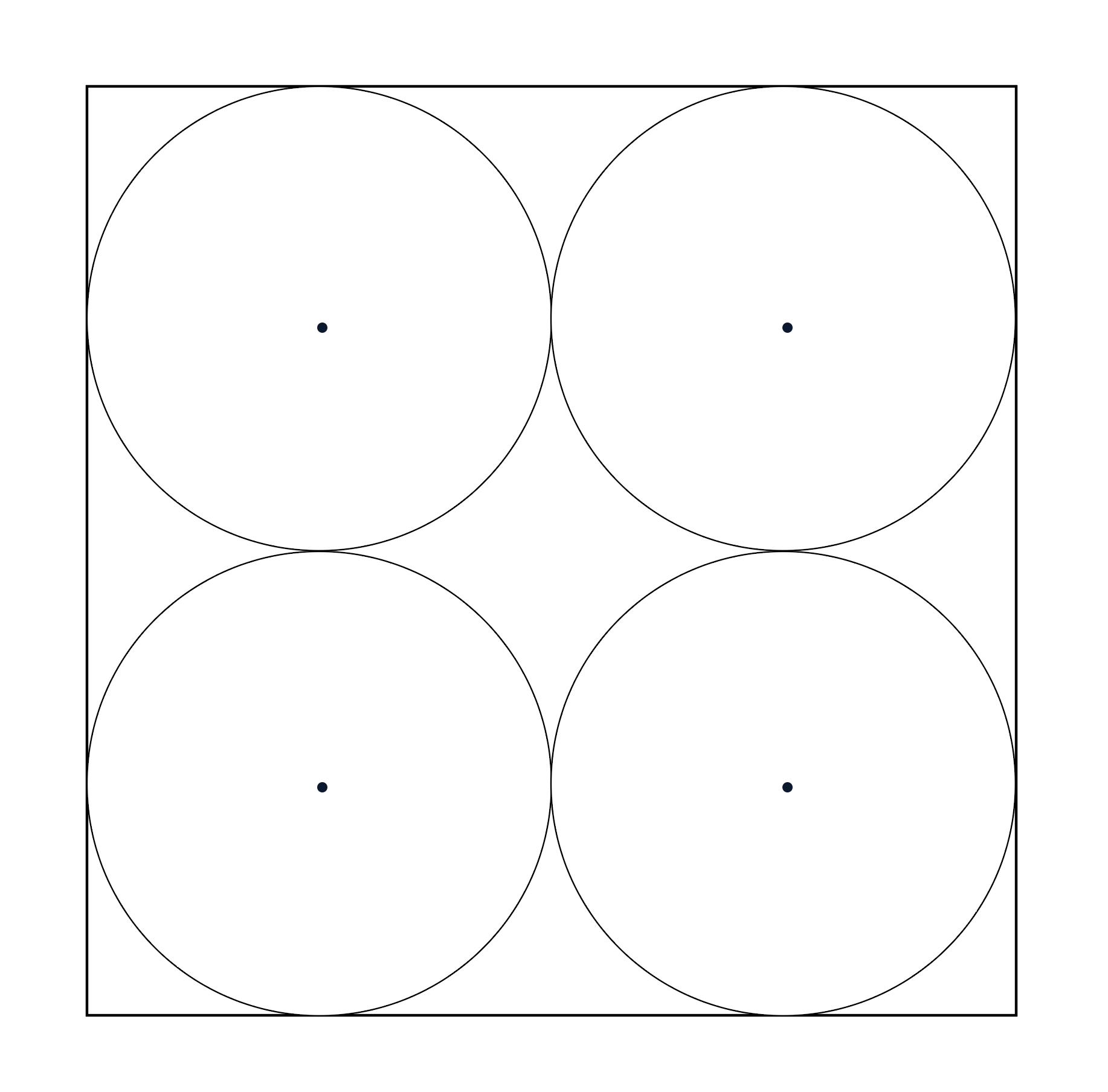
Représentation de quatre champs circulaires dans un espace carré.

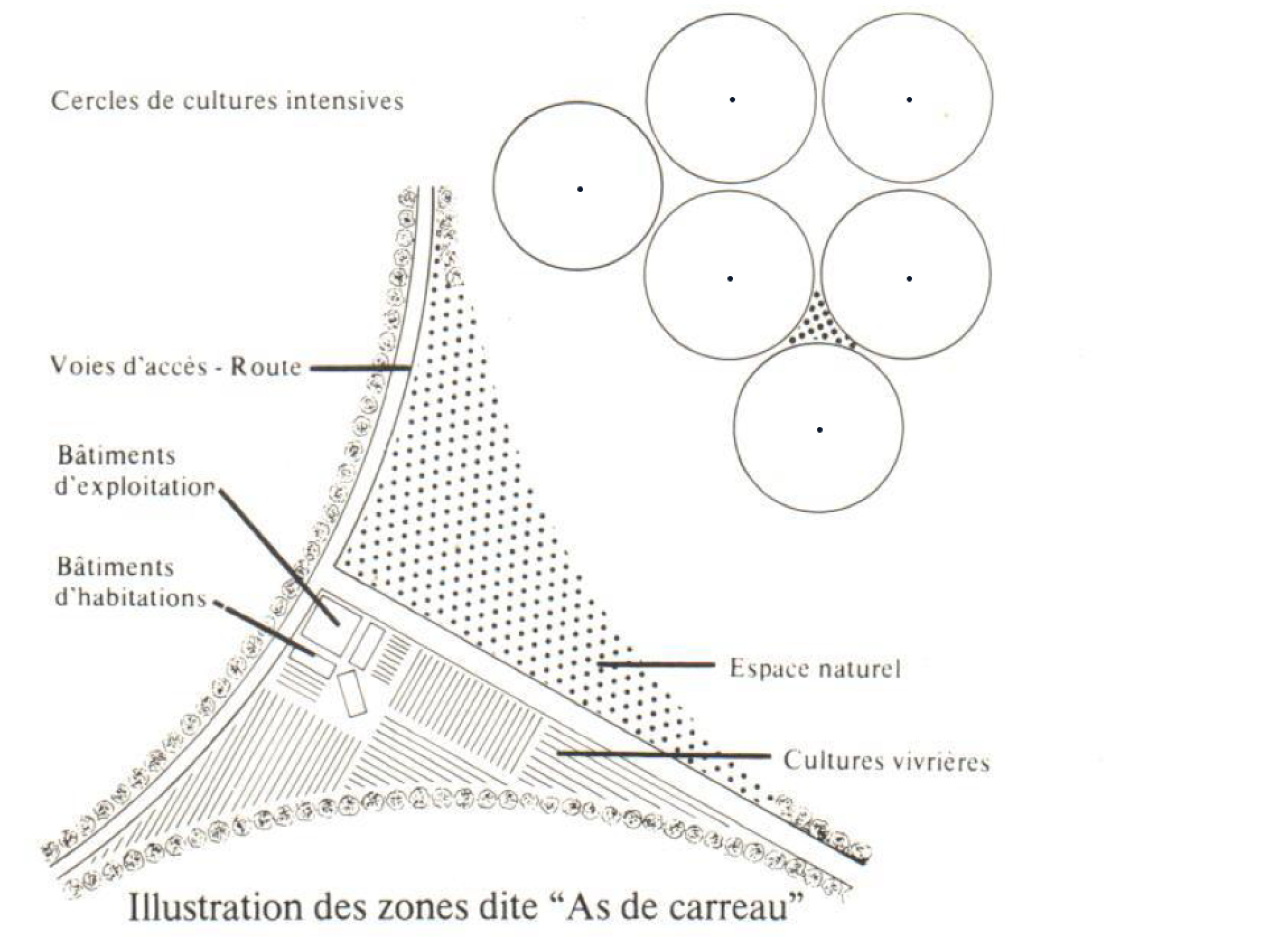
Représentation des « as de carreaux » entre les champs circulaires.

Les champs circulaires sont implantés sur des terrains relativement plats et/ou légèrement vallonnés.
Il est possible de tracer un ou quatre cercles sur un plan carré. Dans cette hypothèse, la superficie des cercles représente 79 % de la superficie totale du plan. Pour obtenir le maximum de surface de culture en cercle, on dessine les ronds tangents, mais en quinconce. Dans ce cas où les centres des cercles formeraient les sommets d'un triangle équilatéral imaginaire, la superficie cultivable atteindrait 91 % de celle du plan. Les angles dits « as de carreaux » peuvent être aussi destinés aux cultures ; si les cercles sont inscrits dans une région boisée, il est souhaitable de conserver cet environnement à l'extérieur des cercles.

### Les contraintes culturales
Le cercle étant implanté, il reste à faire les travaux de culture en appliquant la technique de la culture en rond et/ou en spirale. Il est possible de commencer le labour en allant de l'extérieur vers le centre (ou vice versa) selon des modalités mises au point. Il en est de même pour les semis et toutes les autres façons culturales. En effet, il est nécessaire de s'adapter au milieu et à la plante cultivée.
Cette méthode de culture comporte de sérieux avantages :
1. L'attention des conducteurs d'engins est naturellement plus soutenue, comme sur une route, pour un conducteur de véhicule, le danger de la monotonie des lignes droites étant écarté. Aujourd'hui, avec les systèmes GPS, assistés de caméras ou pas, le guidage est très fiable et très précis. La technique de la culture en rond et/ou en spirale dite non stop-farming en anglais permet d'effectuer tous les travaux d'agriculture de précision.
2. Le travail continu modère le régime des tracteurs en n'utilisant que 80 à 85 % de leur puissance. Tout le matériel en bénéficie et l'usure s'en trouve réduite.
3. Les engins ne souffrent pas des changements de vitesse et embrayages délicats.
4. Aucune perte de temps, ni de perte de carburant, contrairement aux méthodes de cultures traditionnelles avec les allers et retours.
5. Pas de problème de relevage d'outil à chaque extrémité du champ.
6. Les outils simples traînés sont les mieux adaptés; la charrue en planche reste la plus efficace. Ce sont les outils les moins coûteux qui sont utilisés dans ce cas.
7. Un seul chemin suffit pour accéder au centre et pour desservir donc toute l'unité. Ce chemin est tracé sur le rayon du cercle, même après les travaux de semis selon les opportunités locales.
8. L'absence de bout de champs (têtières ou fourrières) font que les surfaces agricoles sont utilisées au maximum.
9. Le travail continu autorise une plus grande souplesse dans leur organisation et une meilleure régularité.
10. Les cultures sont mieux protégées de 13 % des agents extérieurs (prédateurs, mauvaises herbes…) : pour la même surface : un disque d'un ha a une circonférence de 354 mètres comparé à un champ carré d'un hectare qui a un pourtour de 400 mètres.

### La contrainte du drainage
Dans les terres humides où la nappe phréatique se trouve à quelques dizaines de centimètres du niveau du sol, le drainage est indispensable. Il en est de même dans les terrains lourds qui restent gorgés d'eau beaucoup trop longtemps et qui ralentissent donc, le démarrage des plantes.
Le drainage agricole commence par la création d'un fossé autour de la circonférence extérieure. Ensuite, à l'intérieur du cercle, tenant compte de la pente du terrain, il faut créer des fossés concentriques distants de 200 à 300 mètres en terrain sableux. Tous ces fossés à ciel ouvert serviront à drainer mais peuvent aussi devenir des collecteurs de drains. Au niveau supérieur de la pente, il est inutile de faire communiquer la circonférence de chaque fossé. L'écoulement des eaux se fait de part et d'autre jusqu'au niveau inférieur de cette pente où est aménagé un collecteur unique. Ce collecteur est busé et enterré à l'emplacement d'un rayon. En toute condition, la création de ces fossés ne présente aucun obstacle aux techniques culturales de la culture en rond et/ou en spirale.

### La contrainte irrigation
Dans les terrains arides ou dans une région soumise à un climat sec, il est nécessaire de prévoir l'irrigation dès l'implantation des cercles (si l'eau est disponible). Les appareils d'irrigation à pivot central (ou « pivot system ») dépassent, en avantages et en efficacité, tous les autres moyens d'arrosages connus et utilisés jusqu'à ce jour et surtout en basse pression, à l'exception de la technique « goutte à goutte » sur les arbres fruitiers et culture maraîchères. Qu'on ait recours à la pluie artificielle par détonation ou à l'arrosage mécanique, semi-automatique ou manuel, aucun n'obtient la régularité du « pivot system »).
La plupart des autres techniques demandent, généralement, une infrastructure importante, des déplacements astreignants et pénibles surtout quand la végétation est de haute taille, sachant que la répartition de l'arrosage est très irrégulière en présence de vent. L'appareil automatique à pivot couvre exactement la surface du cercle à cultiver. Le pivot est le centre du cercle. Il faut définir la quantité d'eau journalière qu'il faut pour telle ou telle culture en pleine végétation tenant compte de l'évapotranspiration totale et de la capacité de rétention. Cette quantité est convertie en débit horaire pour l'installation des pompes. Le management de l'irrigation est simplifié par les appareils spécifiques (humidimètres, tensiomètres…) qui aident à moduler les programmes pour intervenir au bon moment.
L'eau peut être amenée de différentes façons. La manière la plus simple est de creuser un ou plusieurs puits au pied du pivot, si l'eau se trouve en sous-sol.
L'alimentation en eau se fait directement et passe dans un tube rigide situé à 3 ou 4 mètres au-dessus du niveau du sol. Ce tube, représentant le rayon du cercle cultivé, peut mesurer jusqu'à 800 mètres. Tous les 50 mètres, il est soutenu par des tours supports mobiles. Sur ce tube, de petits arroseurs ou des buses basses pression distribuent la pluviométrie désirée selon des logiciels de répartition prenant en compte tous les facteurs. L'ensemble se déplace comme la trotteuse centrale d'une montre décrivant son cercle autour de son pivot central. Plus le cercle est grand, moins le prix de revient à l'hectare irrigué est élevé. En fait, il est possible d'irriguer jusqu'à 200 hectares de terrain sur un seul cercle en employant ce système d'appareil automatique à pivot mais l'unité moyenne correspond entre 40-100 hectares. Dans ce cas, le rayon de l'appareil mesure entre 400 et 550 mètres environ.
Si le climat, le terrain ou la plante impose l'arrosage à 100 %, le fait de cultiver en rond et/ou en spirale n'apporte aucun obstacle et ne procure que des avantages.
Avec un appareil automatique à pivot central :
1. Aucune canalisation n'est à mettre en place après le semis.
2. La surveillance du bon fonctionnement de l'appareil est simple.
3. La vitesse d'avancement est réglable et régulière s'adaptant aux programmes d'arrosage.
4. Avec ou sans vent, il y a 2 à 4 % de perte d'eau par évaporation en arrosage de jour, et une évaporation quasiment nulle la nuit*.
5. L'arrosage est distribué exactement à la demande suivant les stades de culture.
6. À l'apport d'eau, il est possible d'adjoindre des engrais liquides ou des produits de traitements (chemigation : herbigation / fertigation…) L'agriculteur ou le responsable des travaux agricoles a un pouvoir d'intervention à tous les stades de croissance de la plante plus sûrement et plus rapidement qu'avec les distributeurs les plus modernes et avec une grande précision dans le dosage des produits. Il suffit de 24 heures pour faire ce genre d'opération sur une superficie de 80 ha, ou 19 heures pour 40 ha.
7. Le tube d'alimentation étant situé à 3 mètres (et jusqu'à 4 m) au-dessus du niveau du sol, le passage des engins se fait sans problème.
8. Avec ce système, le prix de revient-hectare (investissement et management) est le plus bas à partir d'une unité de 40 hectares.
9. La simplicité et la robustesse du mécanisme permettent à ces appareils, une durée de plus de vingt ans d'utilisation.

- L'efficacité est concluante à près de 100 % dès l'instant que chaque rotation complète de 360° du pivot est programmée sur une durée de (x jours de 24 h) + 12 h pour alterner à chaque rotation l'arrosage de nuit et de jour. Pour minimiser les quantités d'eau, Et pour régulariser le stress d'arrosage exercé sur la plante pour une meilleure adaptation.